# Patronato de la Infancia

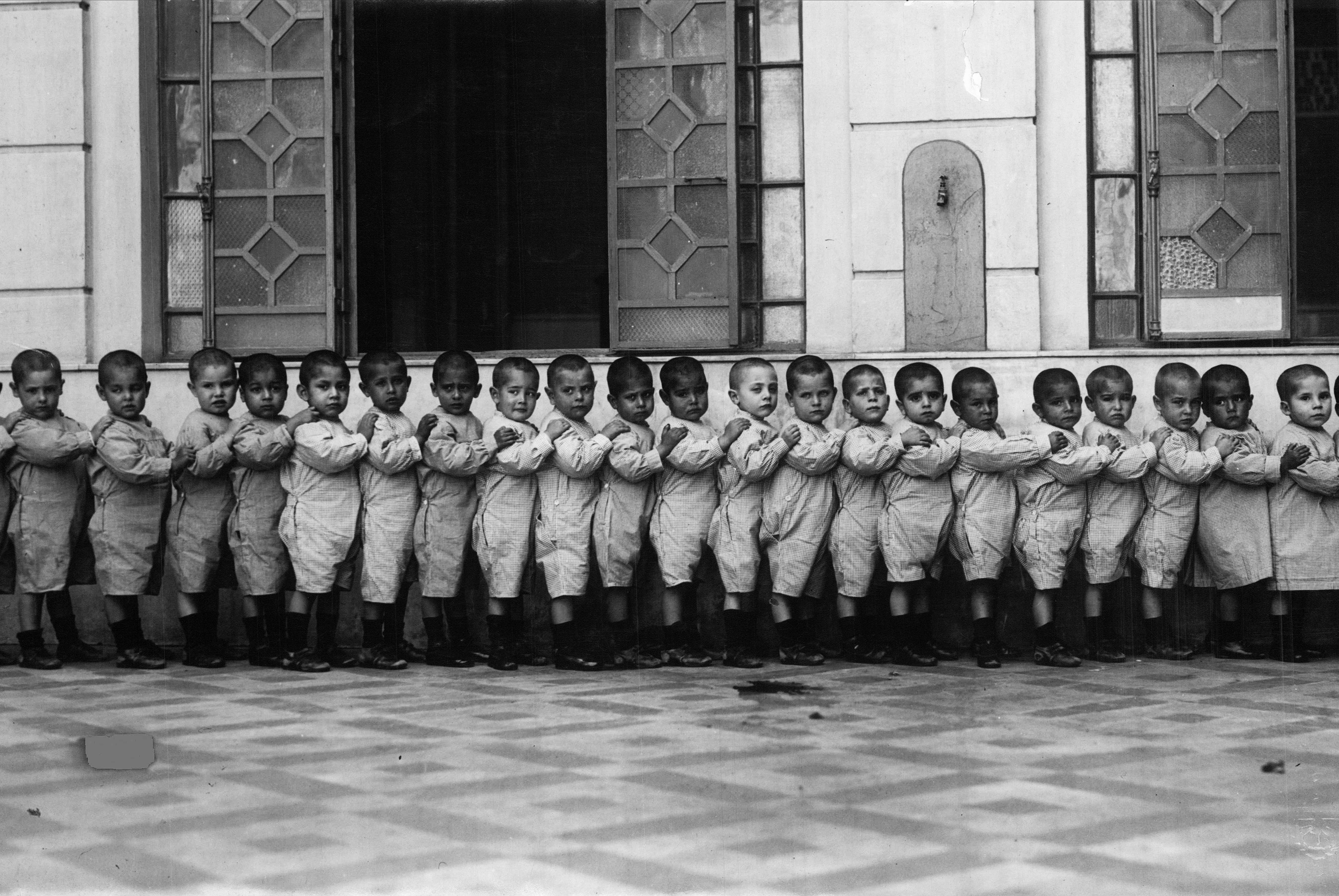
El Patronato de la Infancia en 1925

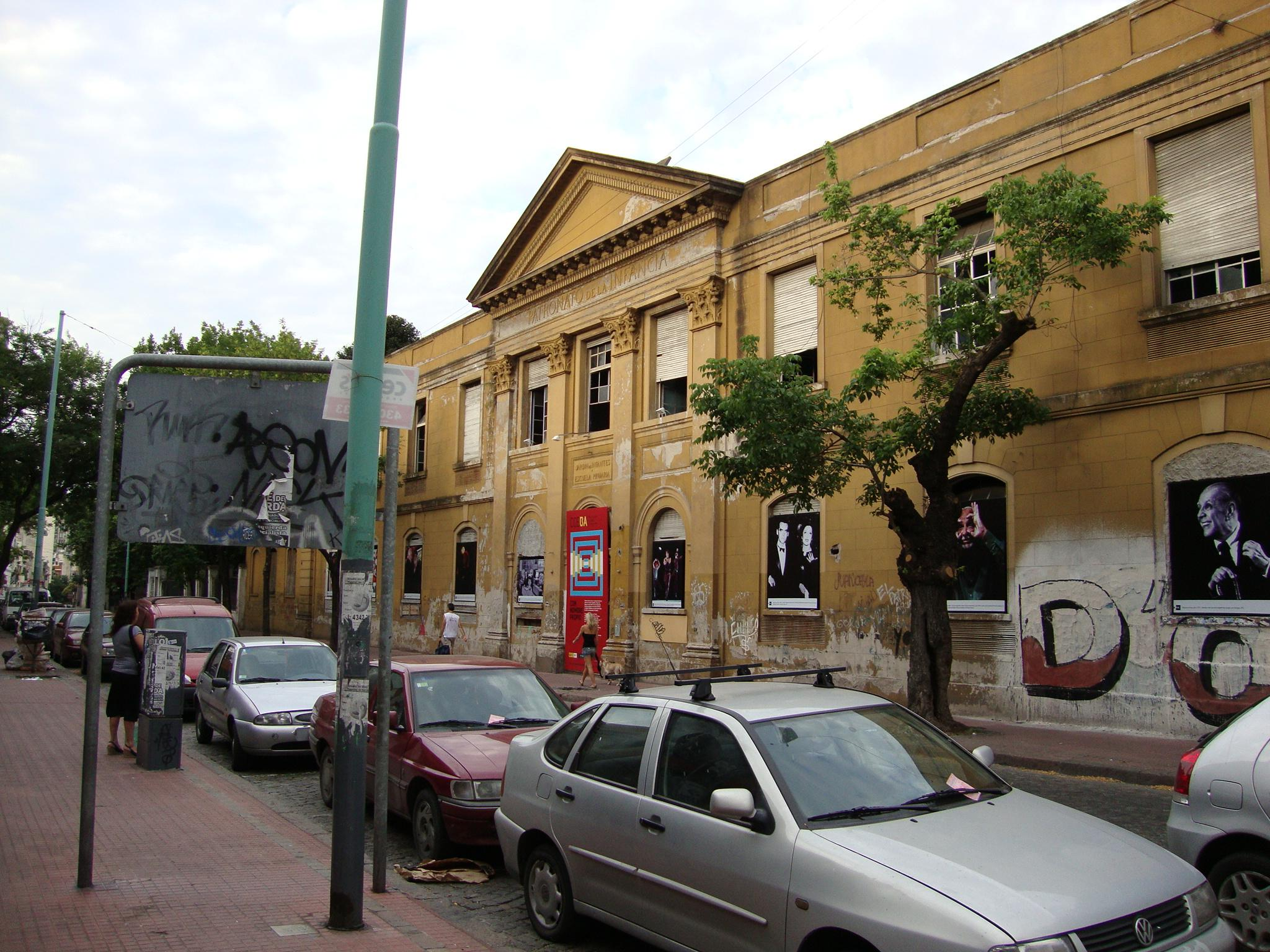
Frente de la Escuela Primaria y Jardín de Infantes (calle Balcarce)

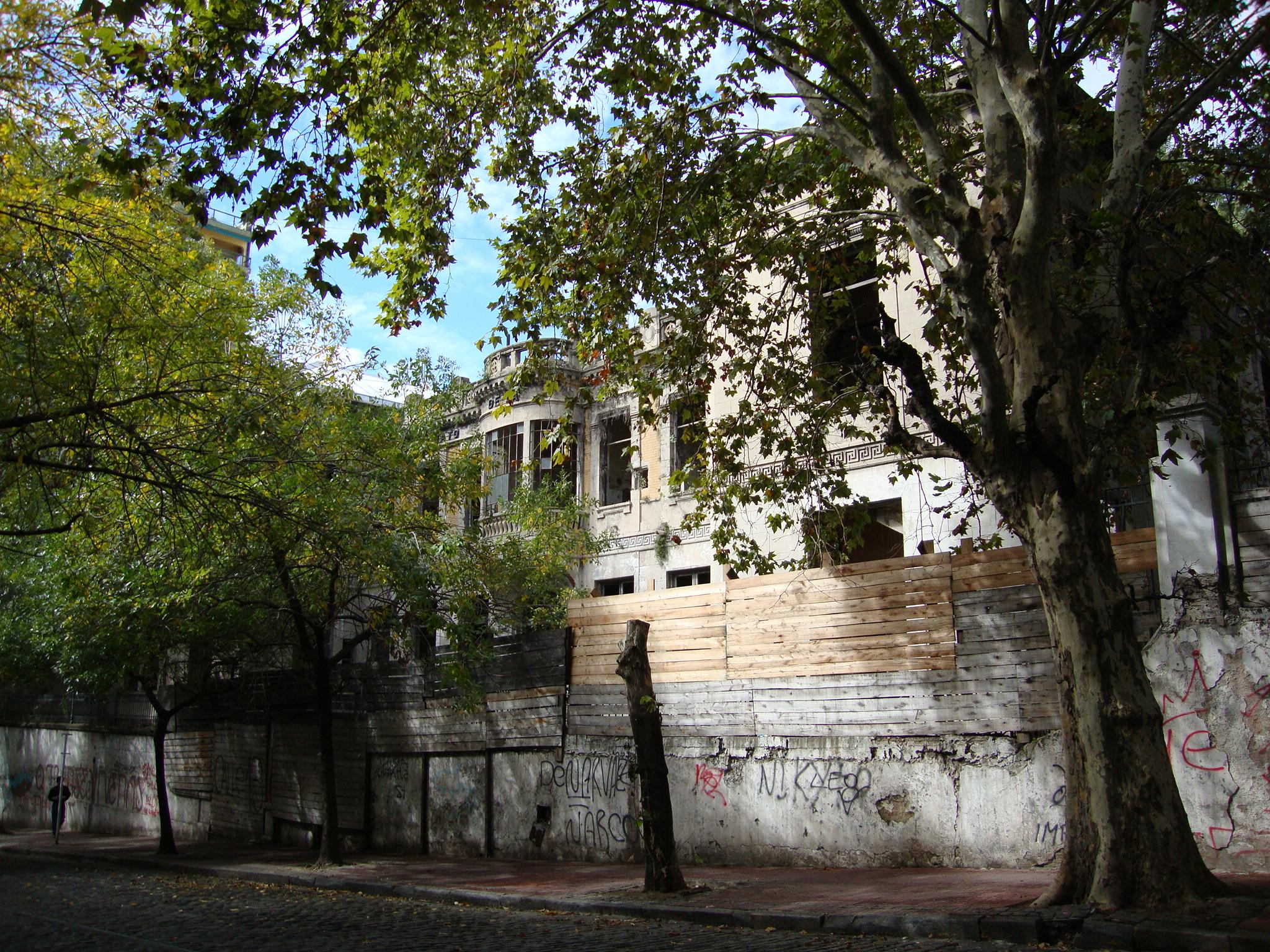
Fachada del Hospital de Niños (calle Humberto I)

El Patronato de la Infancia (Pa.De.La.I), es una institución filantrópica de la República Argentina fundada el 12 de mayo de 1892, con el objetivo de dar auxilio a niños desamparados, en situaciones de riesgo y vulnerabilidad. Esta institución, tuvo su mayor despliegue durante las épocas de guerra en Europa, debido a la gran afluencia de niños provenientes de ese continente que huían buscando refugio durante los conflictos bélicos.
El Pa.De.La.I (tal como se lo conoce por sus siglas) tenía su sede central en el conjunto edilicio ubicado en la calle Balcarce al 1170, entre las calles Humberto I y la Avenida San Juan en el barrio de San Telmo de la Ciudad Autónoma de Buenos Aires. Actualmente, dicha unidad edilicia se encuentra abandonada, tras el traslado que realizara la institución a la actual sede, ubicada en la calle Mansilla al 2588.
En su anterior ubicación, en el Pa.De.La.I funcionaba además del Hogar de Menores, un Instituto de Menores, una escuela primaria, un jardín de Infantes y un Hospital de niños. Actualmente, el Pa.De.La.I divide su acción en tres Instituciones, siendo el edificio de calle Mansilla además de la sede social, sede de la Escuela de los Ángeles Custodios. También forman parte del accionar del Pa.De.La.I, el Instituto María Antonio Loreto (fundado en 1945) y la Escuela Infancia 2000 (fundada en 1990), ambos ubicados en el terreno de Ruta Nacional 9 y Ruta 27, en la localidad de Benavídez, Provincia de Buenos Aires.
Durante varias décadas, los viejos edificios del Pa.De.La.I fueron motivo de conflicto, ya que desde su abandono, estos edificios fueron usurpados y habitados precariamente por decenas de familias.

## Historia del viejo edificio del PA.DE.LA.I

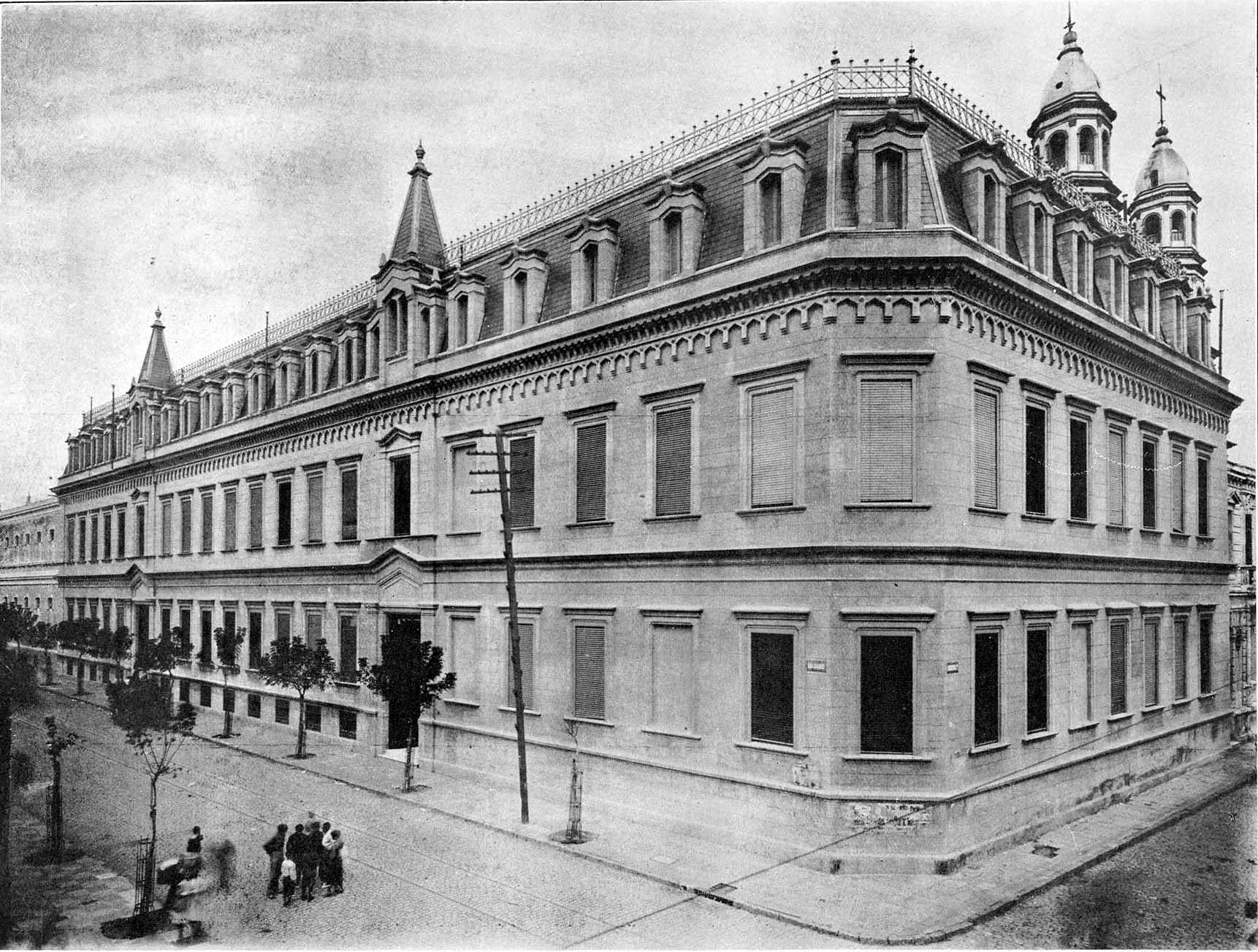
El Instituto Manuel A. Aguirre.

En el momento de su fundación, comenzó atendiendo con un consultorio médico en Balcarce 1141 a niños en la primera infancia. En 1895 se inauguraron la primera Sala Cuna y el Internado Manuel A. Aguirre, en Balcarce 1119. En 1897 se inauguró en Balcarce 1181 la Escuela de Artes y Oficios, en un edificio proyectado por el arquitecto Juan Antonio Buschiazzo. 
En Humberto I° 250 se levantó el edificio del Hospital de Niños. En 1909 se inauguró una segunda Sala Cuna en la calle Paraguay 2601, barrio de Palermo. En Balcarce 1170 se construyó la Escuela Primaria y Jardín de Infantes. 
Luego de décadas, en 1970 las Hermanas de San José de Citeaux, que manejaban el Patronato, lo abandonaron. En 1978 los edificios fueron cedidos a la Municipalidad de la Ciudad de Buenos Aires y, sin dárseles un uso, fueron ocupados en la década siguiente.
Los edificios fueron usurpados por familias sin vivienda, y durante la intendencia de Carlos Grosso se inició una gestión con una cooperativa para que las familias que vivían en el Pa.De.La.I pudieran poseer la propiedad de los edificios. Sin embargo el contrato no fue cumplido, y en 2003 fueron finalmente desalojadas. El jefe de Gobierno de Buenos Aires, Aníbal Ibarra, comenzó la demolición de los edificios, que fue suspendida debido a los reclamos de preservación de los antiguos edificios de gran valor patrimonial.
Finalmente, el 21 de agosto de 2009, durante el gobierno de Mauricio Macri, el conjunto de edificios fue cedido en comodato por 30 años a la Agencia Española de Cooperación Internacional para el Desarrollo para transformarlo en un centro cultural español.
El 27 de abril de 2010 se inauguró el ciclo "Sinvergüenza! Intervenciones Urbanas Iberoamericanas", en el cual se realizará el pintado de los muros internos por parte de artistas urbanos del grafiti. 
El 1 de junio de 2011, la Dirección de la Agencia Española de Cooperación Internacional para el Desarrollo (AECID) llamó a concurso de proyectos arquitectónicos para la transformación del edificio. El 12 de ese mes, Sociedad Central de Arquitectos (SCA) argentina envió una carta de reclamo, ya que en el certamen, realizado según la legislación española y contemplando la crisis económica que sufre el país, quedó restringido a la participación de arquitectos ibéricos, y solamente se ofreció la participación de un argentino como miembro del jurado.
En mayo de 2012, ante la parálisis de las obras para el futuro Centro Cultural, los edificios volvieron a ser usurpados por varias familias, entre ellas muchas de las que habían vivido en el predio hasta el 2003. Reclamando las viviendas prometidas por la Municipalidad en tiempos del Intendente Grosso, se instalaron en el Pa.De.La.I y realizaron protestas callejeras. Ante la situación, el gobierno español resaltó que el proyecto para el CCEBA se mantendría en pie, pero un mes después anunciaron la cancelación definitiva.
Al mayo del 2013 el edificio seguía tomado.

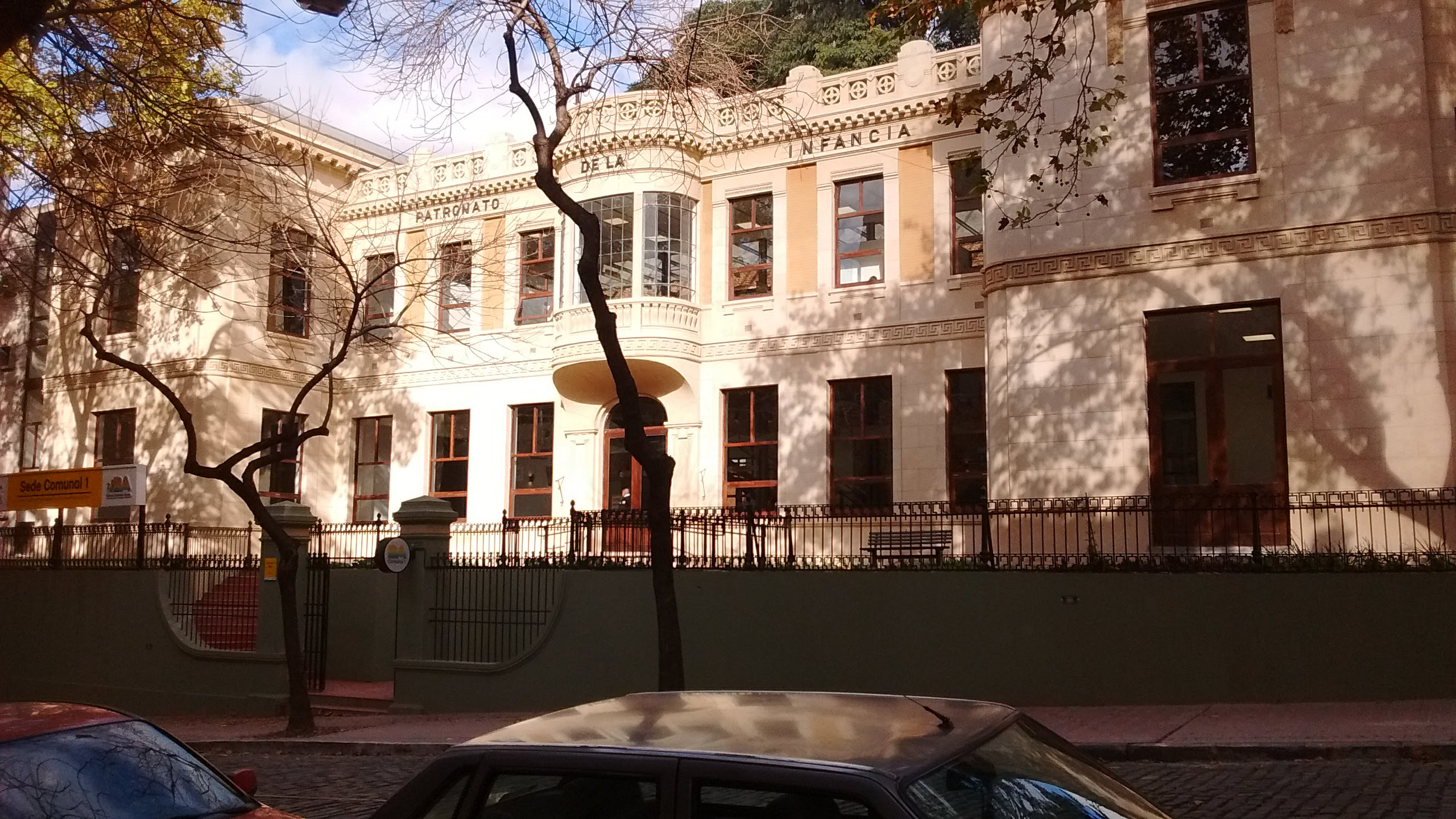
El edificio Padelai, en 2018, días después de su restauración y conversión en sede del gobierno de la Ciudad.

El 5 de enero de 2017 fue desalojado.
En el mes de junio del año 2018 el gobierno de la ciudad a cargo de Horacio Rodríguez Larreta se hace cargo del inmueble e inauguró la nueva sede de la Comuna 1, recuperando así el edificio y conservando su patrimonio arquitectónico, siendo así, aun se conserva la fachada original diseñada en el siglo XIX, junto a la fuente y la escalinata que la rodea.